# 62-я стрелковая дивизия внутренних войск НКВД
62-я стрелковая дивизия внутренних войск НКВД СССР — воинское соединение НКВД СССР в Великой Отечественной войне и после неё.

## История
Дивизия сформирована в Болграде приказом № 004, от 4 января 1945 года. Находилась в расположении 3-го Украинского фронта, охраняла тылы фронта. В июне 1945 года располагалась в районе Люблина и Белостока. Формирование занималась ликвидацией сил Армии Крайовой, участвовала в Августовской облаве в 1945 году (был задействован её 385-й стрелковый полк). В 1950 году солдаты дивизии участвовали в ликвидации Р. Шухевича, генерал-хорунжего УПА. Расформирована дивизия в сентябре 1951 года.

## Структура
- управление
- 384-й стрелковый полк
- 385-й стрелковый полк (командир подполковник Климанов)
- 386-й стрелковый полк
- Отдельная рота связи
- Отдельная медико-санитарная рота
- Отдельный броневзвод
- Отдельный автотранспортный взвод